# Süper Lig de 2024–25
A Süper Lig de 2024–25 (oficialmente como Trendyol Süper Lig 2024–25 por motivos de patrocínio) é a 67ª edição do Campeonato Turco de Futebol, a principal divisão turca, a temporada começou em 9 de agosto de 2024 e tem previsão de terminar em 1 de junho de 2025. O atual campeão é o Galatasaray.

## Regulamento

### Sistema de disputa
O Campeonato Turco foi disputado no sistema de pontos corridos, de forma contínua, em turno e returno, sendo 19 (dezenove) jogos de ida e 19 (dezenove) jogos de volta, sagrando-se campeão o clube que acumular o maior número de pontos ganhos em toda a disputa.

### Vagas para outras competições
A classificação de clubes às competições da UEFA (Liga dos Campeões, Liga Europa e Liga Conferência) em 2024–25 observará as situações abaixo identificadas, considerando as vagas previstas: a) O campeão acessará a Liga dos Campeões de 2025–26 na fase de liga; b) O vice-campeão acessará a Liga dos Campeões de 2025–26 na terceira rodada pré-eliminatória; c) O 3º colocado acessará a Liga Europa de 2025–26 na segunda rodada pré-eliminatória; d) O 4º colocado acessará a Liga Conferência de 2025–26 na segunda rodada pré-eliminatória.

### Rebaixamento
Os 4 (quatro) últimos colocados na classificação final do campeonato descenderão para a segunda divisão em 2025–26.

### Critérios de desempate
Em caso de empate em pontos ganhos entre 2 (dois) ou mais clubes ao final do campeonato, o desempate, para efeito de classificação final, será efetuado observando-se os critérios abaixo: 1º) maior número de pontos ganhos no confronto direto; 2º) maior saldo de gols no confronto direto; 3º) maior número de gols pró (marcados) no confronto direto; 4º) maior saldo de gols; 5º) maior número de gols pró (marcados); e 6º) Jogo de desempate.

## Participantes

### Promovidos e rebaixados
| Pos. | Rebaixados da Süper Lig de 2023–24 |
| ---- | ---------------------------------- |
| 17°  | Ankaragücü                         |
| 18°  | Fatih Karagümrük                   |
| 19°  | Pendikspor                         |
| 20°  | İstanbulspor                       |

| Pos. | Promovidos da TFF 1. Lig de 2023–24 |
| ---- | ----------------------------------- |
| 1º   | Eyüpspor                            |
| 2º   | Göztepe                             |
| 3º   | Bodrum (Play-offs)                  |

### Informações dos clubes
| Clube               | Cidade     | Estádio                                  | Capacidade |
| ------------------- | ---------- | ---------------------------------------- | ---------- |
| Adana Demirspor     | Adana      | Novo Estádio de Adana                    | 33,543     |
| Alanyaspor          | Alanya     | Estádio do Colégio Bahçeşehir            | 10,130     |
| Antalyaspor         | Antalya    | Estádio de Antália                       | 32,537     |
| Beşiktaş            | Istambul   | Vodafone Park                            | 42,590     |
| Bodrum              | Bodrum     | Bodrum İlçe Stadium                      | 4,500      |
| Çaykur Rizespor     | Rize       | Novo Estádio Municipal de Rize           | 15,332     |
| Eyüpspor            | Istambul   | Eyüp Stadium                             | 2,500      |
| Fenerbahçe          | Istambul   | Estádio Şükrü Saraçoğlu                  | 47,834     |
| Galatasaray         | Istambul   | Complexo Esportivo Ali Sami Yen          | 52,280     |
| Gaziantep           | Gaziantepe | Estádio de Gaziantepe                    | 33,502     |
| Spor Kulübü         | Göztepe    | Estádio Gürsel Aksel                     | 20,035     |
| Hatayspor           | Antakya    | Estádio de Hatay                         | 25,000     |
| İstanbul Başakşehir | Istambul   | Estádio Fatih Terim de Başakşehir        | 17,156     |
| Kasımpaşa           | Istambul   | Estádio Recep Tayyip Erdoğan             | 14,234     |
| Kayserispor         | Kayseri    | Estádio Kadir Has                        | 32,864     |
| Konyaspor           | Konya      | Estádio Municipal Metropolitano de Cônia | 42,000     |
| Samsunspor          | Samsun     | Estádio de Samsun                        | 33,919     |
| Sivasspor           | Sivas      | Novo Estádio 4 de Setembro de Sivas      | 27,532     |
| Trabzonspor         | Trabzon    | Estádio Şenol Güneş                      | 40,782     |

## Classificação
| Pos | Equipe              | Pts | J  | V  | E  | D  | GP | GC | SG  | Classificação ou descenso                                    |
| --- | ------------------- | --- | -- | -- | -- | -- | -- | -- | --- | ------------------------------------------------------------ |
| 1   | Galatasaray (Q)     | 95  | 36 | 30 | 5  | 1  | 91 | 31 | +60 | Fase de Liga da Liga dos Campeões da UEFA de 2025–26         |
| 2   | Fenerbahçe (Q)      | 84  | 36 | 26 | 6  | 4  | 90 | 39 | +51 | 3ª. Pré-eliminatória da Liga dos Campeões da UEFA de 2025–26 |
| 3   | Samsunspor (Y)      | 61  | 35 | 18 | 7  | 10 | 53 | 40 | +13 | 2ª. Pré-eliminatória da Liga Europa da UEFA de 2025–26       |
| 4   | Beşiktaş (Q)        | 59  | 35 | 16 | 11 | 8  | 55 | 36 | +19 | 2ª. Pré-eliminatória da Liga Conferência da UEFA de 2025–26  |
| 5   | İstanbul Başakşehir | 54  | 36 | 16 | 6  | 14 | 60 | 56 | +4  |                                                              |
| 6   | Eyüpspor            | 53  | 36 | 15 | 8  | 13 | 52 | 47 | +5  |                                                              |
| 7   | Trabzonspor         | 51  | 36 | 13 | 12 | 11 | 58 | 45 | +13 |                                                              |
| 8   | Göztepe             | 50  | 36 | 13 | 11 | 12 | 59 | 50 | +9  |                                                              |
| 9   | Rizespor            | 49  | 36 | 15 | 4  | 17 | 52 | 58 | −6  |                                                              |
| 10  | Kasımpaşa           | 47  | 36 | 11 | 14 | 11 | 62 | 63 | −1  |                                                              |
| 11  | Konyaspor           | 46  | 36 | 13 | 7  | 16 | 45 | 50 | −5  |                                                              |
| 12  | Gaziantep           | 45  | 36 | 12 | 9  | 15 | 45 | 50 | −5  |                                                              |
| 13  | Alanyaspor          | 45  | 36 | 12 | 9  | 15 | 43 | 50 | −7  |                                                              |
| 14  | Kayserispor         | 45  | 35 | 11 | 12 | 12 | 44 | 55 | −11 |                                                              |
| 15  | Antalyaspor         | 44  | 36 | 12 | 8  | 16 | 37 | 62 | −25 |                                                              |
| 16  | Bodrum (R)          | 37  | 35 | 9  | 10 | 16 | 26 | 39 | −13 | Rebaixamento à TFF 1. Lig de 2025–26                         |
| 17  | Sivasspor (R)       | 35  | 36 | 9  | 8  | 19 | 44 | 60 | −16 | Rebaixamento à TFF 1. Lig de 2025–26                         |
| 18  | Hatayspor (R)       | 26  | 36 | 6  | 8  | 22 | 47 | 74 | −27 | Rebaixamento à TFF 1. Lig de 2025–26                         |
| 19  | Adana Demirspor (R) | 2   | 36 | 3  | 5  | 28 | 34 | 92 | −58 | Rebaixamento à TFF 1. Lig de 2025–26                         |

1. ↑  O Adana Demirspor sofreu uma punição de 12 pontos.

## Confrontos
| Mandante \ Visitante | ADE | ALA | ANT | BAŞ | BEŞ | BOD | EYÜ | FEN | GAL | GAZ | GÖZ | HAT | KAS | KAY | KON | RIZ | SAM | SIV | TRA |
| -------------------- | --- | --- | --- | --- | --- | --- | --- | --- | --- | --- | --- | --- | --- | --- | --- | --- | --- | --- | --- |
| Adana Demirspor      | —   | 0–2 | 1–1 | 0–1 | 2–1 | 0–0 | 0–1 | 0–4 | 1–5 |     |     |     | 3–5 |     | 0–1 | 1–2 | 1–3 | 2–4 |     |
| Alanyaspor           | 3–2 | —   | 1–2 | 5–4 |     |     | 1–1 | 0–2 | 1–2 |     | 1–1 | 0–0 | 1–2 |     |     | 1–0 |     |     | 2–1 |
| Antalyaspor          | 2–1 | 2–1 | —   | 0–0 | 1–1 | 3–2 | 1–4 | 0–2 | 0–3 |     | 0–0 | 3–2 | 2–1 | 2–0 |     | 2–1 |     | 2–1 |     |
| İstanbul Başakşehir  |     | 4–2 | 5–2 | —   | 0–0 | 0–1 | 1–1 |     | 1–2 |     | 4–1 | 3–0 | 2–2 | 1–1 |     | 2–0 | 4–0 | 1–0 | 0–3 |
| Beşiktaş             |     | 1–1 | 4–2 |     | —   | 2–1 | 2–1 | 1–0 | 2–1 | 1–2 | 2–4 |     | 1–3 | 2–0 | 2–0 |     | 0–0 | 2–0 | 2–1 |
| Bodrum               | 3–1 | 0–0 |     | 0–1 |     | —   | 0–1 | 2–4 | 0–1 | 0–1 | 0–0 | 1–0 | 1–0 | 1–1 | 3–1 | 0–1 |     | 2–0 |     |
| Eyüpspor             |     | 3–0 |     | 1–3 | 1–3 | 4–1 | —   | 1–1 |     | 3–2 | 1–0 | 2–0 | 1–1 |     | 2–1 | 1–2 | 3–0 | 1–0 | 0–0 |
| Fenerbahçe           | 1–0 | 3–0 | 3–0 | 3–1 |     | 2–0 |     | —   | 1–3 | 3–1 | 3–2 | 2–1 | 3–1 |     |     |     | 0–0 | 4–0 |     |
| Galatasaray          | 3–0 | 1–0 | 4–0 |     | 2–1 |     | 2–2 | 0–0 | —   | 3–1 | 2–1 | 2–1 | 3–3 |     | 1–0 | 5–0 | 3–2 |     | 4–3 |
| Gaziantep            | 1–0 |     | 2–0 | 3–0 | 1–1 | 0–0 | 3–1 |     | 0–1 | —   | 2–1 |     |     | 1–0 | 3–1 | 1–0 | 0–1 | 2–1 | 0–0 |
| Göztepe              | 3–0 | 0–1 | 1–0 |     |     | 2–0 | 1–1 | 2–2 |     |     | —   |     | 5–0 | 3–0 | 2–0 | 3–0 | 2–2 | 3–2 | 2–1 |
| Hatayspor            | 1–3 | 1–0 | 2–3 |     | 1–1 | 0–1 |     |     | 1–1 | 3–1 | 1–1 | —   | 1–1 | 0–1 |     | 1–2 | 0–3 | 3–2 | 1–1 |
| Kasımpaşa            | 2–2 | 2–1 | 0–0 |     |     | 0–0 | 2–0 | 0–2 | 3–3 | 2–2 |     | 5–4 | —   | 1–2 | 2–3 | 3–2 | 1–4 |     |     |
| Kayserispor          | 0–0 | 2–0 |     | 3–1 | 0–3 |     | 2–2 | 2–6 | 1–5 | 2–2 | 1–0 | 5–0 |     | —   | 3–2 |     | 0–1 | 1–2 | 0–0 |
| Konyaspor            |     |     | 1–1 | 3–2 | 1–0 | 3–1 | 2–1 | 2–3 | 1–2 | 1–0 |     | 1–1 | 3–3 | 0–0 | —   |     | 0–1 | 0–0 | 1–0 |
| Rizespor             | 3–2 | 3–1 | 2–1 | 1–1 | 1–1 | 0–2 |     | 0–5 | 1–2 |     |     |     | 0–1 | 3–0 | 1–1 | —   | 0–1 |     | 3–1 |
| Samsunspor           | 3–2 | 1–1 | 2–0 | 2–0 | 0–2 | 4–0 |     | 2–2 |     | 2–1 | 4–3 | 2–0 | 0–2 |     | 0–1 | 2–3 | —   |     | 2–1 |
| Sivasspor            | 5–1 | 1–1 |     | 1–2 | 0–2 |     | 0–1 |     | 2–3 | 3–2 | 3–1 | 3–2 | 0–0 | 5–2 | 1–1 | 2–1 | 0–0 | —   | 0–0 |
| Trabzonspor          | 5–0 |     | 5–0 | 1–0 | 1–1 | 1–0 | 1–0 | 2–3 |     | 3–2 | 1–1 | 1–2 | 2–2 | 2–2 | 3–2 |     |     | 4–0 | —   |

## Estatísticas
Atualizado em 1 de junho de 2025.

### Artilheiros
| Pos. | Jogador           | Equipe              | Gols |
| ---- | ----------------- | ------------------- | ---- |
| 1    | Victor Osimhen    | Galatasaray         | 26   |
| 2    | Krzysztof Piątek  | İstanbul Başakşehir | 21   |
| 3    | Youssef En-Nesyri | Fenerbahçe          | 20   |
| 4    | Simon Banza       | Trabzonspor         | 19   |
| 4    | Ali Sowe          | Rizespor            | 19   |
| 6    | Ciro Immobile     | Beşiktaş            | 15   |
| 6    | Mame Thiam        | Eyüpspor            | 15   |
| 8    | Edin Džeko        | Fenerbahçe          | 14   |
| 9    | Rômulo            | Göztepe             | 13   |
| 9    | Nuno Da Costa     | Kasımpaşa           | 13   |